# Blok.pl
Blok.pl – polski niezależny film komediowy z 2001 roku w reżyserii Marka Bukowskiego, będący jego pełnometrażowym debiutem.

## Fabuła
Wielkomiejskie osiedle, wielki blok i jego dziwni mieszkańcy. Arkadiusz Kowalski, „milionowe dziecko socjalizmu”, jest akwizytorem. Henryk to właściciel osiedlowego baru i wielbiciel Unii Europejskiej. Jego córka, Ewa, pracuje na poczcie i właśnie wychodzi za mąż za Marka, który podobnie jak ona jest ćpunem. Jest jeszcze blond Zosia, która chce zostać modelką, a kocha się w wysportowanym Romku, i Barbara ze swoją gumową rodziną. Jest piękna Iza — obiekt pożądliwych spojrzeń Romka, zwariowany komputerowiec Grzegorz zafascynowany światem wirtualnym. 
Wszyscy oni zatrzymali się w pół kroku, wegetują w zawieszeniu. Utknęli w świecie, którego nie potrafią zrozumieć. Czują się spisani na straty. Otaczają się gadżetami, które mają im ubarwić szarą codzienność. W prymitywny, infantylny, niekiedy zakrawający na dewiację sposób szukają kontaktu z drugim człowiekiem. Wszystkie postaci łączy powolne dążenie do autodestrukcji, a tymczasem, na skutek maniakalnych wyczynów jednego z mieszkańców, katastrofa przybierze bardzo konkretny wymiar. 

## Obsada
- Jerzy Łapiński − Henryk
- Sylwia Bojarska − Barbara
- January Brunov − Roman
- Ewa Bukowska − Ewa, córka Henryka
- Paweł Królikowski − Arkadiusz Kowalski
- Grzegorz Artman − Marek, mąż Ewy
- Sandra Samos − Zosia
- Maciej Kozłowski − Bałagan
- Magdalena Stużyńska-Brauer − Iza

## Produkcja
Zdjęcia kręcono w Warszawie (osiedle Bernardyńska), Kazuniu Nowym (jednostka wojskowa) i Nowym Dworze Mazowieckim w czerwcu 2000 roku (17 dni zdjęciowych).